# Meroctena staintonii
Meroctena staintonii là một loài bướm đêm trong họ Crambidae.